# Naturich la moglie indiana
Naturich la moglie indiana (The Squaw Man) è un film del 1931 diretto da Cecil B. DeMille, terza versione della storia tratta dal lavoro teatrale The Squaw Man del 1905 di Edwin Milton Royle. Gli altri due, muti, risalgono uno al 1914 (esordio nella regia di DeMille) e l'altro al 1918.

## Produzione
Il film fu prodotto dalla MGM: venne girato in California, all'Agoura Ranch di Agoura e in Arizona, all'Hot Springs Junction, dal 9 febbraio al 26 marzo 1931. Il film fu l'ultima delle pellicole di DeMille alla MGM prima che il regista tornasse alla Paramount.

## Distribuzione
Distribuito dalla MGM, il film fu un flop commerciale, perdendo 150.000 dollari. Uscì nelle sale USA il 5 settembre 1931. È stato riversato e commercializzato in VHS e in DVD.

### Date di uscita
- Negli USA, distribuito con il titolo originale The Squaw Man, esce il 5 settembre 1931.

Alias
Fu distribuito in Europa con diversi titoli:
- El prófugo 	Spagna
- L'Indienne	    Belgio (titolo Francese)
- Le Mari de l'indienne	Francia
- Naturich la moglie indiana	Italia
- O Exilado  	Portogallo
- The White Man 	UK